# Arnaldo Tamayo Méndez

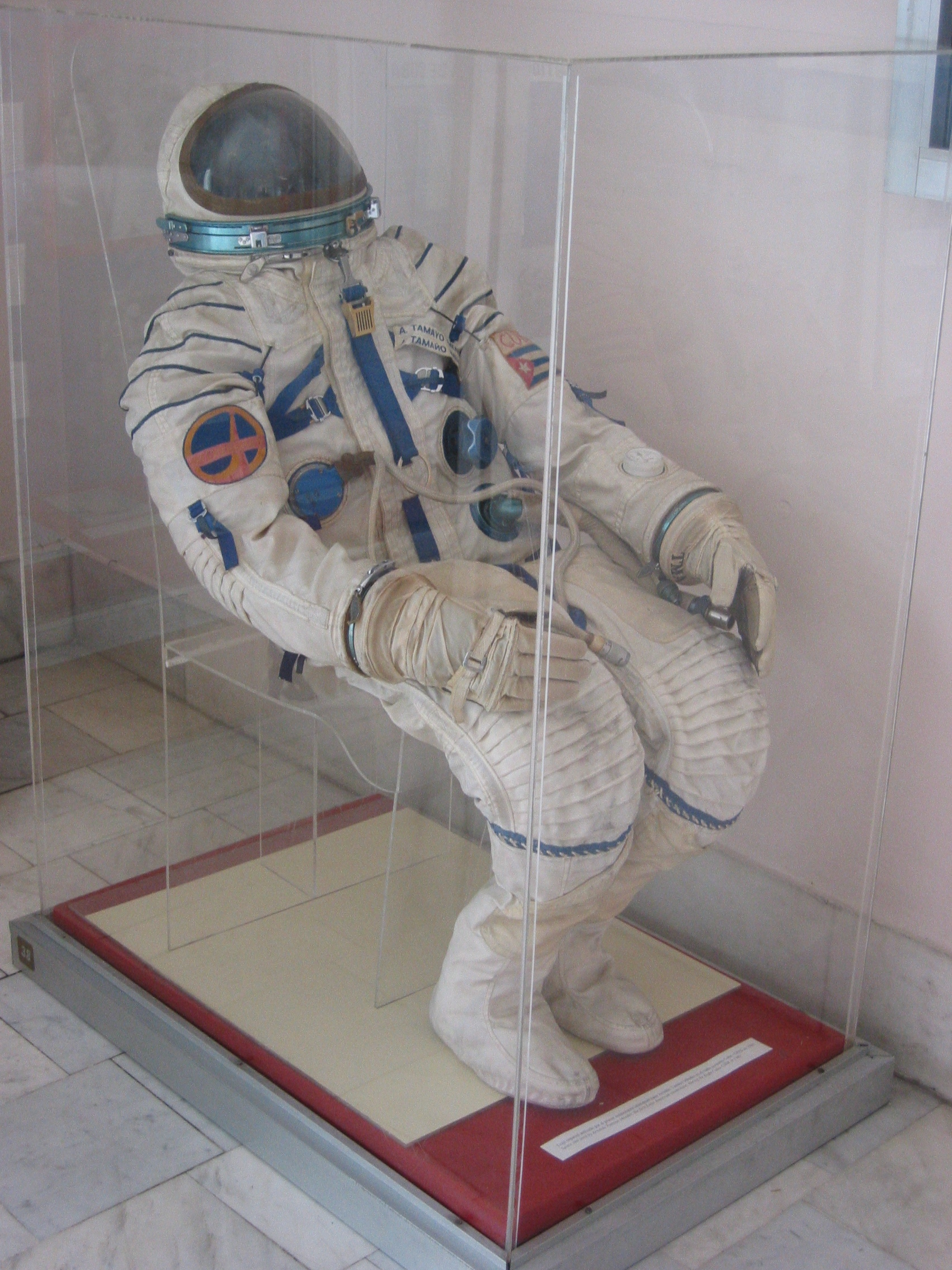
Vestit espacial usat per Tamayo durant la seva missió com a cosmonauta d'Interkosmos, exposat al Museu de la Revolució de l'Havana.

Arnaldo Tamayo Méndez (Baracoa, província de Guantánamo, Cuba, 29 de gener de 1942) és un ex-pilot, ex-cosmonauta i polític cubà, Heroi de la República de Cuba i Heroi de la Unió Soviètica. Va ser el primer americà no nord-americà a volar a l'espai, el primer cosmonauta cubà i la primera persona afrodescendent a volar a l'espai. En l'actualitat és general de brigada i cap del Departament de Relacions Exteriors del Ministeri de les Forces Armades Revolucionàries (Ministeri de Defensa) de Cuba.

## Infància i primers anys
Tamayo va néixer en el si d'una família humil afrodescendent. Des de molt petit i sent orfe va començar a treballar, als 13 anys ho feia com a neteja-botes, ajudant de fuster i venedor de periòdics. Va haver d'estudiar i treballar al mateix temps per ser l'única font econòmica de la família.
Durant el govern del general Fulgencio Batista, va participar en diverses manifestacions estudiantils en protesta contra el seu règim.
Després del triomf de la Revolució cubana, l'1 de gener de 1959, va ingressar a l'Institut Tècnic «Exèrcit Rebel» i després a les Forces Armades Revolucionàries. Es va convertir en pilot de combat i va seguir un entrenament per a pilot del caça MiG-15 a la Unió Soviètica, quan tenia solament 19 anys.
El 24 de juliol de 1961 Iuri Gagarin va arribar a l'Havana i en una part del seu discurs va dir: - "Arribarà el dia en què un fill del poble cubà viatge també al cosmos", una frase que Tamayo recordaria més tard.
El 1962, durant la Crisi dels míssils de Cuba va realitzar múltiples missions de reconeixement, per a interceptar avions enemics.
El 1971 va retornar a l'Escola Superior de les Forces Armades Revolucionàries Antonio Maceo Gómez. Durant el seu servei a la Força Aèria Cubana va aconseguir el grau de pilot de primera classe i, posteriorment, el de pilot instructor. L'any 1975 va ser cap d'Estat Major de la Brigada d'Aviació de Santa Clara i el 1976 va ser ascendit a tinent coronel.

## Carrera al programa espacial Interkosmos
Els requisits previs a la selecció dels cosmonautes eren ser pilot amb experiència, sense historial d'accidents aeris per errors propis, dominar l'idioma rus i tenir entrenament militar. Inicialment hi havia més de 600 pilots candidats, d'aquests es van seleccionar 70, després 41, després 20, després 9, fins que només quedaven 4, finalment la comissió soviètic-cubana va designar a 2 membres, un de principal i un altre de reserva.
Al març de 1978 Tamayo va ser seleccionat al costat del seu compatriota José López Falcón per participar en el programa espacial Interkosmos de la Unió Soviètica. Tots dos es van traslladar a la Ciutat dels Estels, prop de Moscou, per iniciar el seu entrenament com a cosmonautes. Posteriorment, Tamayo seria seleccionat com a membre de la tripulació principal de la nau espacial soviètica Soiuz 38.

### El vol espacial
El 18 de setembre de 1980 a les 19.11 UTC (03.11 a.m. a l'Havana) el coet portador Soiuz-U va desenganxar de la Plataforma núm. 1, al Cosmòdrom de Baikonur i va començar l'històric vol espacial de Tamayo, al costat de Iuri Romanenko a la Soiuz 38.
L'acoblament amb l'estació Saliut 6 va tenir lloc el 19 de setembre de 1980, a les 20.49 UTC. Dins de l'estació els esperaven els cosmonautes Leonid Popov i Valeri Riumin que havien arribat amb la nau Soiuz 37.
De seguida, Tamayo va donar inici als seus treballs de recerca a bord de l'estació. Va dur a terme rigorosament 21 experiments, dirigits per l'Acadèmia de Ciències de Cuba. Els experiments científics cubans comprenien àrees com ara: medicina, biologia, física, psicologia i geologia. Altres 6 experiments van ser realitzats pels cosmonautes soviètics.
El 26 de setembre de 1980, a les 15.54 UTC va aterrar al sud-est de la ciutat de Zhezkazgan, a les estepes de l'RSS del Kazakhstan. Tamayo va orbitar la Terra 128 vegades i el seu temps de permanència total a l'espai va ser de 7 dies, 20 hores, 43 minuts i 24 segons.

### Activitats posteriors
Després de volar a l'espai, es va convertir en una figura pública de gran rellevància i les autoritats, sota recomanació del propi Fidel Castro, li van prohibir seguir pilotant avions de combat, en considerar els riscos inherents al vol.
Des de 1980 és diputat del poder legislatiu cubà, així com president del Grup Parlamentari d'Amistat "Cuba-Rússia" i de l'Associació d'Amistat "Cuba-Rússia".
A partir de 1981 va ser president de la Societat d'Educació Patriòtic-Militar (SEPMI), que va ser dissolta a principis de la dècada de 1990.
El 26 d'octubre de 1987 Tamayo i el seu col·lega Iuri Romanenko van establir el primer radio-pont entre Cuba i l'espai exterior amb científics i periodistes cubans a través d'un enllaç radial que enllaçava al complex orbital Mir (on Romanenko complia la seva tercera missió a l'espai i al mateix temps imposava una nova marca de permanència) per mitjà del satèl·lit geoestacionari Statsionar-4 (Gorizont-7).
Avui dia, a part de la seva feina com a legislador, el general Tamayo exerceix com a cap del Departament de Relacions Exteriors de les Forces Armades Revolucionàries de Cuba (MINFAR) i de director en l'organització de Defensa Civil de Cuba.

## Reconeixements
Al seu retorn a la Terra va ser condecorat per Raúl Castro amb la primera medalla honorífica d'Heroi de la República de Cuba i l'Ordre Platja Girón.
A Moscou va rebre l'Orde de Lenin i també va ser nomenat Heroi de la Unió Soviètica.
El 12 de juny de 2011, Tamayo va ser condecorat per la Federació Russa amb la Medalla "Per Mèrits en l'Exploració de l'Espai".

## Família
Arnaldo Tamayo es va casar amb Maira Lovaina el 1967 i és pare de dos fills. Des del seu vol segueix en contacte amb Iuri Romanenko, a qui considera part de la seva família.